# Principio de Pollyanna

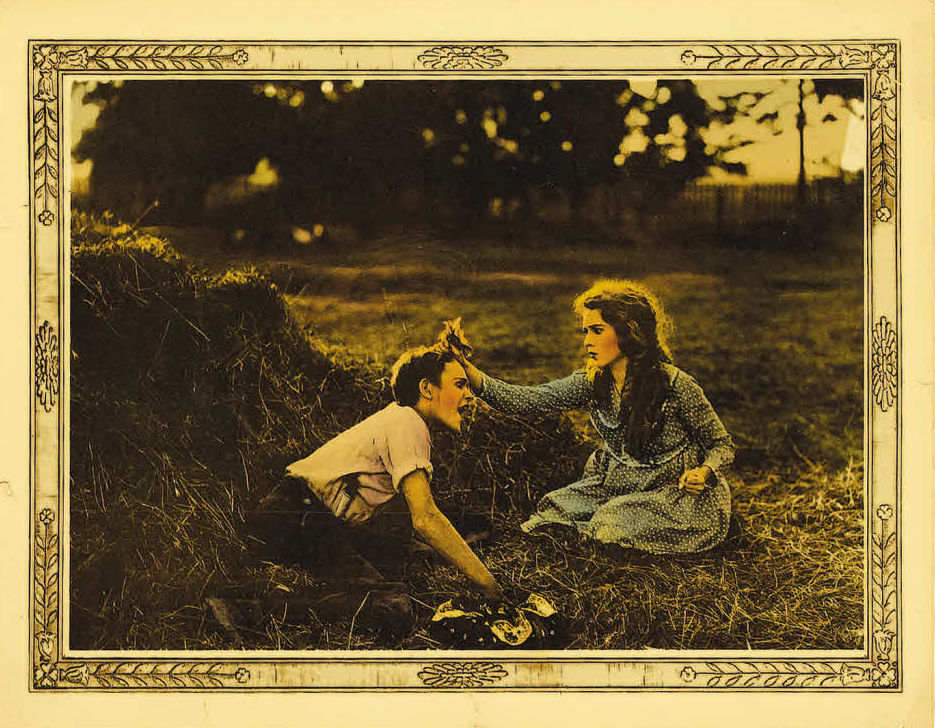
Cartel de la película Pollyanna de 1920 basada en la novela del mismo nombre de la cual toma su nombre el "Principio de Pollyanna".

El principio de Pollyanna (también llamado sesgo de positividad) es la tendencia de las personas a recordar elementos agradables con mayor precisión que los desagradables.

## Origen del término
El nombre deriva de la novela Pollyanna de 1913 de Eleanor H. Porter que describe a una niña que juega el "juego alegre", tratando de encontrar algo de lo que alegrarse en toda situación. La novela ha sido adaptada al cine varias veces, las más famosas versiones en 1920 y 1960. Un uso temprano del nombre "Pollyanna" en la literatura psicológica fue en 1969 por Boucher y Osgood, quienes describieron una hipótesis de Pollyanna como una tendencia humana universal a usar palabras positivas con más frecuencia y diversidad que palabras negativas en la comunicación. La evidencia empírica de esta tendencia ha sido proporcionada por análisis computacionales de grandes corpus de texto.
La historia de Pollyanna trata sobre una niña huérfana que es enviada a vivir con su tía Polly, conocida por ser rígida, estricta y correcta. Cuando se lanza a este entorno, Pollyanna busca mantener y difundir su optimismo a los demás. La historia de este amado personaje literario comparte el mensaje de que, a pesar de lo difíciles que puedan parecer las cosas, una disposición alegre puede hacer que cualquiera y cualquier cosa cambien.

## Investigación y hallazgos psicológicos
El principio de Pollyanna fue descrito por Margaret Matlin y David Stang en 1978 usando el arquetipo de Pollyanna más específicamente como un principio psicológico que retrata el sesgo positivo que tienen las personas cuando piensan en el pasado. De acuerdo con el principio de Pollyanna, el cerebro procesa la información agradable y placentera de una manera más precisa y exacta en comparación con la información desagradable. De hecho, tendemos a recordar las experiencias pasadas como más positivas de lo que realmente fueron. Los investigadores encontraron que las personas se exponen a estímulos positivos y evitan los estímulos negativos, tardan más en reconocer lo que es desagradable o amenazante que lo que es agradable y seguro, y reportan que encuentran estímulos positivos con más frecuencia de lo que realmente lo hacen. Matlin y Stang también determinaron que el recuerdo selectivo era más probable cuando el recuerdo se retrasaba: cuanto mayor era el retraso, más recuerdo selectivo ocurría.
El principio de Pollyanna también se ha observado en las redes sociales. Por ejemplo, los usuarios de Twitter prefieren compartir más y se ven afectados emocionalmente con mayor frecuencia por la información positiva.
Sin embargo, la única excepción al principio de Pollyanna tiende a ser las personas que sufren de depresión o ansiedad, quienes tienen más probabilidades de tener un realismo depresivo o un sesgo negativo.

## Sesgo de positividad
El sesgo de positividad es la parte del principio de Pollyanna que atribuye razones por las que las personas pueden elegir la positividad sobre las mentalidades negativas o realistas. En psicología positiva, se divide en tres ideas: ilusiones positivas, autoengaño y optimismo.
La tendencia a tener un sesgo positivo aumenta con la edad, ya que es más frecuente en adultos que se acercan a la edad adulta que en niños más pequeños o adolescentes.
Los adultos mayores tienden a prestar atención a la información positiva y esto podría deberse a un enfoque específico en el procesamiento cognitivo. En estudios compilados por Andrew Reed y Laura Carstensen, se encontró que los adultos mayores (en comparación con los adultos más jóvenes) deliberadamente desviaban su atención del material negativo.

## Riesgos
Aunque el principio de Pollyanna puede verse como útil en algunas situaciones, algunos psicólogos dicen que puede inhibir la capacidad de hacer frente a los obstáculos de la vida de manera efectiva.
El principio de Pollyanna en algunos casos se puede conocer como "síndrome de Pollyanna" y los escépticos lo definen como una persona excesivamente positiva y ciega hacia lo negativo o real. En lo que respecta a la terapia o el asesoramiento, se considera peligroso tanto para el terapeuta como para el paciente.